# 바나나 (음악 그룹)
바나나는 대한민국의 음악 그룹이다.

## 음반
- 2005년 검정가방
- 2007년 너 뿐이야